# John Acquaviva
John Acquaviva é um DJ Norte Americano e começou a sua carreira nos anos 1970.
Foi residente de um clube pela primeira vez em 1982.
Começou a sua carreira Internacional em 1989, com Richie Hawtin, com o qual fundou a editora Plus 8  dedicada ao género musical Techno.
Já foi convidado especial do clube "Meganite", clube criado pelo DJ Mauro Picotto.
Seu gênero de música principal hoje é o Electro, com tendências para o House e o Techno.
Reconhecido principalmente pelas suas mixagens, também cria sons e remixagens, tais como:
- First Stroke
- Ethanol
- Feedback
- Swimming With Sharks
- Hipp E - Major Waves (John Acquaviva & Olivier Giacomotto Remix)
- Olivier Giacomotto - Gail In The O (John Acquaviva & Damon Jee Remix)
- Olivier Giacomotto - Sushi in S Major (John Acquaviva Remix)